# Ханибалијан (син Констанција I Хлора)
Ханибалијан I је био син Констанција I Хлора и Теодоре, брат Далмација, Јулија Констанција, Ханибалијана, Флавије Јулије Констанције, Анастасије и Еутропије. Будући да његово име није на списку оних који су убијени 337, могуће је да је већ био мртав. 